# Alegeri legislative în Bulgaria, iunie 2024
Alegerile anticipate parlamentare au avut loc pe 9 iunie 2024, pentru alegerea membrilor Adunării Naționale. Alegerilor vor avea loc concomitent cu cele pentru Parlamentul European. Aceste alegeri parlamentare au fost inițial programate să aibă loc nu mai devreme de 12 iunie 2027; în orice caz, întrucât formarea și aprobarea guvernului de rotație programat să înlocuiască guvernul Denkov a eșuat pe 20 martie 2024, președintele bulgar, Rumen Radev, a anunțat, după ce a încheiat încă o a doua și a treia încercare eșuată de a forma un guvern între partidele alese, că va numi acum un nou prim-ministru interimar și un guvern interimar însărcinat să organizeze noi alegeri anticipate. Actualul parlament va rămâne în sesiune până în următoarea zi a alegerilor. Următoarele alegeri anticipate au fost programate pentru 20 octombrie 2024.

## Context
În urma mai multor alegeri anticipate, Adunarea Națională Bulgară nu a reușit să alcătuiască un guvern de lungă durată, de când partidele „anticorupție” au făcut un progres în alegerile din aprilie 2021. Alegerile din 2023 au înregistrat puține schimbări față de 2022, GERB-SDS de centru-dreapta a lui Boiko Borisov câștigând la limită în fața alianței centriste PP-DB. Renașterea de extremă dreaptă și partidul populist Există un Astfel de Popor (ITN) au avut câștiguri, acesta din urmă reintrând în Adunare după ce nu a reușit să atingă pragul electoral la alegerile din 2022.
Pe 22 mai 2023, alianțele conduse de PP și GERB au convenit să formeze un guvern cu un premier prin rotație. Nikolai Denkov, candidatul PP, va fi prim-ministru în primele nouă luni de guvernare, iar Maria Gabriel, candidatul GERB, va fi viceprim-ministru și ministru de externe. După nouă luni, cei doi aveau să-și schimbe pozițiile.
Denkov a demisionat în conformitate cu acordul de rotație din 5 martie, pentru a-i permite lui Gabriel să devină noul prim-ministru. La 20 martie 2024, rotația guvernamentală planificată și semnarea unui guvern reînnoit au eșuat. Negocierile din cadrul primului mandat de negociere au urmat la sfârșitul lunii martie, dar nu au reușit să producă guverne viabile.
Vor urma alte două runde de negocieri. Constituția spune că, după o primă încercare eșuată de formare a guvernului, președintele trebuie să ceară celui de-al doilea partid ca mărime din parlament (PP-DB) să încerce să formeze un guvern; iar dacă și acest lucru eșuează, el va face o ultimă a treia încercare oricărei părți rămase alese de el. Dacă toate cele trei etape ale negocierilor eșuează, este probabil ca alegerile să aibă loc la 9 iunie 2024, coincidend cu alegerile pentru Parlamentul European din aceeași zi.
.PP-DB a declarat la 26 martie că vor accepta să dea un al doilea mandat de negociere o încercare, dar acesta se va limita la o încercare de negociere de a forma un guvern împreună cu GERB-SDS care să respecte pe deplin acordul lor inițial de rotație din 2023. cadrul de negociere ar fi ca GERB–SDS să semneze acordul de reformă negociat cu PP–DB, în timp ce GERB–SDS numește un viitor prim-ministru acceptabil de comun acord, iar structura actuală a guvernului trebuie păstrată. Dacă GERB–SDS printr-o scrisoare scrisă a refuzat această propunere a PP–DB, cel de-al doilea mandat de negociere ar fi imediat returnat neîndeplinit Președintelui. Câteva ore mai târziu, GERB–SDS a refuzat această propunere și a cerut alegeri anticipate.
Pe 27 martie, PP-DB a returnat oficial președintelui cel de-al doilea mandat de negociere incomplet, solicitând președintelui să programeze alegeri legislative anticipate în aceeași zi cu alegerile pentru Parlamentul European din 2024. Președintele Radev a decis a doua zi să dea al treilea mandat pentru o încercare de formare de guvern ITN, cel mai mic partid din cea de-a 49-a Adunare Națională. Cel de-al treilea mandat a fost imediat returnat incomplet de către ITN, fără a pierde timp în încercări inutile de negocieri.
Potrivit articolului 99 din Constituție, atunci când nu s-a ajuns la un acord privind formarea unui guvern după ce au fost încercate toate cele trei mandate de negociere, Președintele, în consultare cu grupurile parlamentare și la propunerea candidatului la funcția de prim-ministru interimar, numește un guvern interimar și programează noi alegeri anticipate în termen de două luni de la inaugurare. Pe 29 martie, președintele l-a numit pe președintele Oficiului Național de Audit, Dimitar Glavchev, drept candidat pentru funcția de prim-ministru interimar; și i s-a acordat un termen de o săptămână până la 6 aprilie pentru a propune componența guvernului interimar.
Pe 5 aprilie, Dimitar Glavchev și-a prezentat propunerea pentru guvernarea interimară, iar după consultări care au avut loc în aceeași zi cu privire la posibilitatea de a fi aprobată de reprezentanții tuturor partidelor politice din Adunarea Națională, președintele a anunțat că va semna un decret de aprobare pe 9 aprilie 2024 a premierului interimar și a guvernului său interimar și, în același timp, va semna un decret care stabilește data pentru noi alegeri parlamentare pe 9 iunie 2024.

## Partide

### Partide parlamentare
The table below lists the political party groups represented in the 49th National Assembly.
| Nume | Nume       | Nume                                      | Ideologie                    | Poziție                  | Lider(i)                                                | Rezultatele din 2023 | Rezultatele din 2023 |
| Nume | Nume       | Nume                                      | Ideologie                    | Poziție                  | Lider(i)                                                | Voturi (%)           | Locuri               |
| ---- | ---------- | ----------------------------------------- | ---------------------------- | ------------------------ | ------------------------------------------------------- | -------------------- | -------------------- |
|      | GERB—SDS   | GERB—Uniunea Forțelor Democrate           | Liberalism conservator       | Centru-dreapta           | Boiko Borisov                                           | 25.39%               | 69 / 240             |
|      | PP–DB      | Continuăm Schimbarea-Bulgaria Democratică | Liberalism                   | Centru to centru-dreapta | Kiril Petkov Asen Vasilev Hristo Ivanov Atanas Atanasov | 23.54%               | 64 / 240             |
|      | Renașterea | Renașterea                                | Ultranaționalism             | Extrema dreaptă          | Kostadin Kostadinov                                     | 13.58%               | 37 / 240             |
|      | DPS        | Mișcarea pentru Drepturi și Libertăți     | Interesele minorității turce | Centru                   | Delyan Peevski Dzhevdet Chakarov                        | 13.18%               | 36 / 240             |
|      | BSPzB      | BSP pentru Bulgaria                       | Social democrație            | Centru-stânga            | Kornelia Ninova                                         | 8.56%                | 23 / 240             |
|      | ITN        | Există un Astfel de Popor                 | Populism                     | Dreapta                  | Slavi Trifonov                                          | 3.94%                | 11 / 240             |

## Sondaje
Rezultatele sondajului de opinie de mai jos au fost recalculate din datele originale și exclud sondajele care au ales opțiunile „Nu voi vota” sau „Sunt nesigur”.
121 de locuri sunt necesare pentru majoritate parlamentară.
| Firmă de sondare     | Date                           | Eșantion         | GERB—SDS                                                           | PP-DB                                                              | Renașterea                                                         | DPS                                                                | BSPzB                                                              | ITN                                                                | BV                                                                 | Stânga!                                                            | Alții                                                              | Niciunul                                                           | Avans                                                              | Guvern                                                             | Opoziție                                                           |        |   |   |     |   |     |      |      |
| -------------------- | ------------------------------ | ---------------- | ------------------------------------------------------------------ | ------------------------------------------------------------------ | ------------------------------------------------------------------ | ------------------------------------------------------------------ | ------------------------------------------------------------------ | ------------------------------------------------------------------ | ------------------------------------------------------------------ | ------------------------------------------------------------------ | ------------------------------------------------------------------ | ------------------------------------------------------------------ | ------------------------------------------------------------------ | ------------------------------------------------------------------ | ------------------------------------------------------------------ | ------ | - | - | --- | - | --- | ---- | ---- |
| Firmă de sondare     | Date                           | Eșantion         | Gallup International                                               | 29 febuarie-8 martie 2024                                          | 810                                                                | 26.4 69                                                            | 19.6 52                                                            | 14.8 39                                                            | 14.7 39                                                            | 10.6 28                                                            | Alții                                                              | Niciunul                                                           | Avans                                                              | Guvern                                                             | Opoziție                                                           | 5.1 13 | — | — | 8.8 | — | 6.8 | 46.0 | 54.0 |
| 5-6 martie           | 5-6 martie                     | 5-6 martie       | Guvernul Denkov oficial a demisionat                               | Guvernul Denkov oficial a demisionat                               | Guvernul Denkov oficial a demisionat                               | Guvernul Denkov oficial a demisionat                               | Guvernul Denkov oficial a demisionat                               | Guvernul Denkov oficial a demisionat                               | Guvernul Denkov oficial a demisionat                               | Guvernul Denkov oficial a demisionat                               | Guvernul Denkov oficial a demisionat                               | Guvernul Denkov oficial a demisionat                               | Guvernul Denkov oficial a demisionat                               | Guvernul Denkov oficial a demisionat                               | Guvernul Denkov oficial a demisionat                               |        |   |   |     |   |     |      |      |
| Alpha Research       | 27 febuarie-8 martie 2024      | 1000             | 27.0 71                                                            | 21.9 58                                                            | 14.6 38                                                            | 11.0 29                                                            | 10.9 29                                                            | 5.8 15                                                             | —                                                                  | —                                                                  | 8.8                                                                | —                                                                  | 5.1                                                                | 48.9                                                               | 51.1                                                               |        |   |   |     |   |     |      |      |
| Market Links         | 24 febuarie-8 martie 2024      | 1058             | 27.9 77                                                            | 21.2 58                                                            | 10.8 29                                                            | 15.0 41                                                            | 8.8 24                                                             | 3.9 11                                                             | —                                                                  | —                                                                  | 8.2                                                                | 3.7                                                                | 6.7                                                                | 49.1                                                               | 46.6                                                               |        |   |   |     |   |     |      |      |
| 24 febuarie 2024     | 24 febuarie 2024               | 24 febuarie 2024 | Delyan Peevski și Dzhevdet Chakarov sunt aleși copreședinți ai DPS | Delyan Peevski și Dzhevdet Chakarov sunt aleși copreședinți ai DPS | Delyan Peevski și Dzhevdet Chakarov sunt aleși copreședinți ai DPS | Delyan Peevski și Dzhevdet Chakarov sunt aleși copreședinți ai DPS | Delyan Peevski și Dzhevdet Chakarov sunt aleși copreședinți ai DPS | Delyan Peevski și Dzhevdet Chakarov sunt aleși copreședinți ai DPS | Delyan Peevski și Dzhevdet Chakarov sunt aleși copreședinți ai DPS | Delyan Peevski și Dzhevdet Chakarov sunt aleși copreședinți ai DPS | Delyan Peevski și Dzhevdet Chakarov sunt aleși copreședinți ai DPS | Delyan Peevski și Dzhevdet Chakarov sunt aleși copreședinți ai DPS | Delyan Peevski și Dzhevdet Chakarov sunt aleși copreședinți ai DPS | Delyan Peevski și Dzhevdet Chakarov sunt aleși copreședinți ai DPS | Delyan Peevski și Dzhevdet Chakarov sunt aleși copreședinți ai DPS |        |   |   |     |   |     |      |      |
| Market Links         | 26 ianuarie-4 febuarie 2024    | 1016             | 27.7 76                                                            | 20.0 55                                                            | 11.5 31                                                            | 14.1 39                                                            | 9.9 27                                                             | 4.4 12                                                             | —                                                                  | —                                                                  | 7.7                                                                | 4.7                                                                | 7.7                                                                | 47.7                                                               | 47.6                                                               |        |   |   |     |   |     |      |      |
| Trend                | 17–24 ianuarie 2024            | 1016             | 24.8 70                                                            | 17.8 50                                                            | 14.6 41                                                            | 13.8 39                                                            | 9.6 27                                                             | 4.8 13                                                             | 1.8 0                                                              | 1.9 0                                                              | 3.9                                                                | 7.0                                                                | 7.0                                                                | 42.6                                                               | 50.4                                                               |        |   |   |     |   |     |      |      |
| Mediana              | 7–13 decembrie 2023            | 978              | 22.9 68                                                            | 15.6 46                                                            | 13.5 40                                                            | 12.2 36                                                            | 11.3 33                                                            | 5.9 17                                                             | 1.5 0                                                              | 3.5 0                                                              | 3.6                                                                | 10.0                                                               | 7.3                                                                | 38.5                                                               | 51.5                                                               |        |   |   |     |   |     |      |      |
| Alpha Research       | 22–30 noiembrie 2023           | 1000             | 25.9 68                                                            | 21.1 55                                                            | 14.4 38                                                            | 12.8 34                                                            | 11.4 30                                                            | 5.8 15                                                             | —                                                                  | —                                                                  | 8.6                                                                | —                                                                  | 4.8                                                                | 47.0                                                               | 53.0                                                               |        |   |   |     |   |     |      |      |
| Market Links         | 10–19 noiembrie 2023           | 1014             | 26.3 71                                                            | 20.1 54                                                            | 12.8 35                                                            | 14.4 39                                                            | 10.5 29                                                            | 4.5 12                                                             | —                                                                  | —                                                                  | 7.0                                                                | 4.2                                                                | 6.2                                                                | 46.4                                                               | 49.4                                                               |        |   |   |     |   |     |      |      |
| Trend                | 11–18 noiembrie 2023           | 1006             | 24.7 70                                                            | 17.9 50                                                            | 15.4 43                                                            | 13.3 38                                                            | 9.4 27                                                             | 4.4 12                                                             | 2.0 0                                                              | 1.9 0                                                              | 3.6                                                                | 7.4                                                                | 6.8                                                                | 42.6                                                               | 50.0                                                               |        |   |   |     |   |     |      |      |
| Market Links         | 26 septembrie–8 octombrie 2023 | 1032             | 27.1 78                                                            | 20.1 58                                                            | 12.7 37                                                            | 14.2 41                                                            | 9.1 26                                                             | 3.2 0                                                              | —                                                                  | —                                                                  | 7.0                                                                | 6.8                                                                | 7.0                                                                | 47.2                                                               | 46.0                                                               |        |   |   |     |   |     |      |      |
| Trend                | 2–8 septembrie2023             | 1002             | 24.9 70                                                            | 18.3 51                                                            | 16.1 45                                                            | 13.4 38                                                            | 8.7 24                                                             | 4.2 12                                                             | 2.1 0                                                              | 1.9 0                                                              | 3.9                                                                | 6.5                                                                | 6.6                                                                | 43.2                                                               | 50.3                                                               |        |   |   |     |   |     |      |      |
| Market Links         | 11–18 august 2023              | 1012             | 26.2 70                                                            | 21.7 58                                                            | 12.8 34                                                            | 15.1 41                                                            | 8.3 22                                                             | 5.4 15                                                             | —                                                                  | —                                                                  | 7.2                                                                | 3.0                                                                | 4.5                                                                | 47.9                                                               | 48.8                                                               |        |   |   |     |   |     |      |      |
| Mediana              | 18–24 iulie 2023               | 976              | 23.3 67                                                            | 18.0 51                                                            | 15.4 44                                                            | 12.9 37                                                            | 9.0 26                                                             | 5.4 15                                                             | 2.5 0                                                              | 2.1 0                                                              | 2.0                                                                | 9.3                                                                | 5.3                                                                | 41.3                                                               | 49.3                                                               |        |   |   |     |   |     |      |      |
| Trend                | 4–11 iulie 2023                | 1001             | 24.8 70                                                            | 19.1 54                                                            | 15.5 43                                                            | 13.7 38                                                            | 8.6 24                                                             | 4.0 11                                                             | 1.8 0                                                              | 1.9 0                                                              | 4.3                                                                | 6.3                                                                | 5.7                                                                | 43.9                                                               | 49.8                                                               |        |   |   |     |   |     |      |      |
| Gallup International | 29 iunie–9 iulie 2023          | 809              | 26.4 69                                                            | 21.8 57                                                            | 14.9 39                                                            | 14.5 38                                                            | 9.7 26                                                             | 4.3 11                                                             | 2.0 0                                                              | —                                                                  | 6.4                                                                | —                                                                  | 4.6                                                                | 48.2                                                               | 51.8                                                               |        |   |   |     |   |     |      |      |
| CAM                  | 3–7 iulie 2023                 | 1021             | 26.2 74                                                            | 21.4 61                                                            | 14.5 41                                                            | 13.4 38                                                            | 9.0 26                                                             | 3.7 0                                                              | 1.8 0                                                              | 1.8 0                                                              | 3.7                                                                | 4.5                                                                | 4.8                                                                | 47.6                                                               | 47.9                                                               |        |   |   |     |   |     |      |      |
| Market Links         | 22 iunie–2 iulie 2023          | 1011             | 27.5 75                                                            | 20.9 57                                                            | 13.8 38                                                            | 17.0 46                                                            | 8.9 24                                                             | 3.8 0                                                              | —                                                                  | —                                                                  | 3.6                                                                | 4.6                                                                | 6.6                                                                | 48.4                                                               | 47.0                                                               |        |   |   |     |   |     |      |      |
| Alpha Research       | 20–26 iunie2023                | 1000             | 25.1 70                                                            | 20.2 56                                                            | 15.4 43                                                            | 12.6 35                                                            | 8.8 25                                                             | 4.1 11                                                             | —                                                                  | 2.7 0                                                              | 7.5                                                                | 3.6                                                                | 4.9                                                                | 45.3                                                               | 51.1                                                               |        |   |   |     |   |     |      |      |
| Exacta               | 12–20 iunie2023                | 1040             | 24.4 67                                                            | 20.1 56                                                            | 14.8 41                                                            | 13.2 37                                                            | 9.5 26                                                             | 4.8 13                                                             | 1.9 0                                                              | 1.8 0                                                              | 3.6                                                                | 5.9                                                                | 4.3                                                                | 44.5                                                               | 49.6                                                               |        |   |   |     |   |     |      |      |
| Trend                | 10–16 iunie2023                | 1008             | 24.9 69                                                            | 19.4 54                                                            | 15.3 43                                                            | 13.5 37                                                            | 8.9 25                                                             | 4.3 12                                                             | 2.2 0                                                              | 1.9 0                                                              | 3.8                                                                | 5.8                                                                | 5.5                                                                | 44.3                                                               | 49.9                                                               |        |   |   |     |   |     |      |      |
| 6 iunie 2023         | 6 iunie 2023                   | 6 iunie 2023     | Guvernul Denkov a depus jurământul                                 | Guvernul Denkov a depus jurământul                                 | Guvernul Denkov a depus jurământul                                 | Guvernul Denkov a depus jurământul                                 | Guvernul Denkov a depus jurământul                                 | Guvernul Denkov a depus jurământul                                 | Guvernul Denkov a depus jurământul                                 | Guvernul Denkov a depus jurământul                                 | Guvernul Denkov a depus jurământul                                 | Guvernul Denkov a depus jurământul                                 | Guvernul Denkov a depus jurământul                                 | Guvernul Denkov a depus jurământul                                 | Guvernul Denkov a depus jurământul                                 |        |   |   |     |   |     |      |      |
| Gallup International | 27 aprilie–5 mai 2023          | 803              | 26.8 69                                                            | 24.1 62                                                            | 14.7 38                                                            | 13.9 36                                                            | 9.1 24                                                             | 4.1 11                                                             | 3.2 0                                                              | 1.5 0                                                              | 2.6                                                                | 4.3                                                                | 2.7                                                                | 50.9                                                               | 49.1                                                               |        |   |   |     |   |     |      |      |
| Alegerile din 2023   | 2 aprilie 2023                 | N/A              | 26.5 69                                                            | 24.6 64                                                            | 14.2 37                                                            | 13.8 36                                                            | 8.9 23                                                             | 4.1 11                                                             | 3.1 0                                                              | 2.2 0                                                              | 2.6                                                                |                                                                    | 1.9                                                                | 51.1                                                               | 48.9%                                                              |        |   |   |     |   |     |      |      |

## Rezultate
Rezultatele au arătat că niciun partid nu a obținut o majoritate în Adunarea Națională, GERB obținând majoritatea locurilor. Prezența la vot a fost de 33%, cea mai scăzută de la sfârșitul regimului comunist în 1989.
| Partid                                 | Partid                                | Voturi    | %      | Locuri | +/- |
| -------------------------------------- | ------------------------------------- | --------- | ------ | ------ | --- |
|                                        | GERB–SDS                              | 530,658   | 23.99  | 68     | ▼1  |
|                                        | Mișcarea pentru Drepturi și Libertăți | 366,310   | 16.56  | 47     | ▲11 |
|                                        | PP-DB                                 | 307,849   | 13.92  | 39     | ▼25 |
|                                        | Renașterea                            | 295,915   | 13.38  | 38     | ▲1  |
|                                        | BSP pentru Bulgaria                   | 151,560   | 6.85   | 19     | ▼4  |
|                                        | Există un Astfel de Popor             | 128,007   | 5.79   | 16     | ▲5  |
|                                        | Velichie                              | 99,862    | 4.52   | 13     | Nou |
|                                        | Moralitate, Unitate, Onoare           | 63,992    | 2.89   | 0      | Nou |
|                                        | Bulgaria Albastră                     | 33,613    | 1.52   | 0      | Nou |
|                                        | Bulgaria Solidară                     | 31,476    | 1.42   | 0      | Nou |
|                                        | Centrul                               | 25,664    | 1.16   | 0      | Nou |
|                                        | VMRO - Mișcarea Națională Bulgară     | 21,272    | 0.96   | 0      | 0   |
|                                        | Stânga!                               | 15,175    | 0.69   | 0      | 0   |
|                                        | Ascensiunea Bulgară                   | 12,322    | 0.56   | 0      | 0   |
|                                        | Alte partide/independenți             | 64,060    | 2.90   | 0      | 0   |
| Niciuna                                | Niciuna                               | 63,913    | 2.89   | –      | –   |
| Total                                  | Total                                 | 2,211,648 | 100.00 | 240    | 0   |
|                                        |                                       |           |        |        |     |
| Voturi valide                          | Voturi valide                         | 2,211,648 | 97.42  |        |     |
| Voturi invalide/albe                   | Voturi invalide/albe                  | 58,496    | 2.58   |        |     |
| Voturi totale                          | Voturi totale                         | 2,270,144 | 100.00 |        |     |
| Votanți înregistrați/prezența          | Votanți înregistrați/prezența         | 6,797,698 | 33.40  |        |     |
| Sursă: Comisia Electorală din Bulgaria |                                       |           |        |        |     |